# Нисиго
Нисиго (яп. 西郷村 Нисиго:-мура) — село в Японии, находящееся в уезде Нисисиракава префектуры Фукусима. Площадь села составляет 192,32 км², население — 19 763 человека (1 августа 2014), плотность населения — 102,76 чел./км².

## Географическое положение
Село расположено на острове Хонсю в префектуре Фукусима региона Тохоку. С ним граничат города Сиракава, Насусиобара, посёлки Симого, Насу и село Тэнъэй.

## Население
Население села составляет 19 763 человека (1 августа 2014), а плотность — 102,76 чел./км². Изменение численности населения с 1980 по 2005 годы:
| 1980 | 12 744 чел. |  |
| 1985 | 14 622 чел. |  |
| 1990 | 16 194 чел. |  |
| 1995 | 17 920 чел. |  |
| 2000 | 18 642 чел. |  |
| 2005 | 19 494 чел. |  |